# 塔莎·芮格
瑞秋·斯溫（英語：Rachel Swimmer，1989年1月15日—）或稱藝名塔莎·芮格（英語：Tasha Reign），美國女色情演員、模特兒、製片人和性愛專欄作家。

## 職業生涯
塔莎·芮格是前Hooters女郎。於2008年起她開始了她的職業脫衣舞孃生涯。跳舞俱樂部稱作Silver Reign，這也是她的筆名。
2010年，她被《花花公子》選於「Cyber Girl of the Week」中，以及該雜誌的「本週的網絡女孩」。2011年5月，她成為《閣樓》的閣樓寵物和下月的本月閣樓寵物。

## 圖集

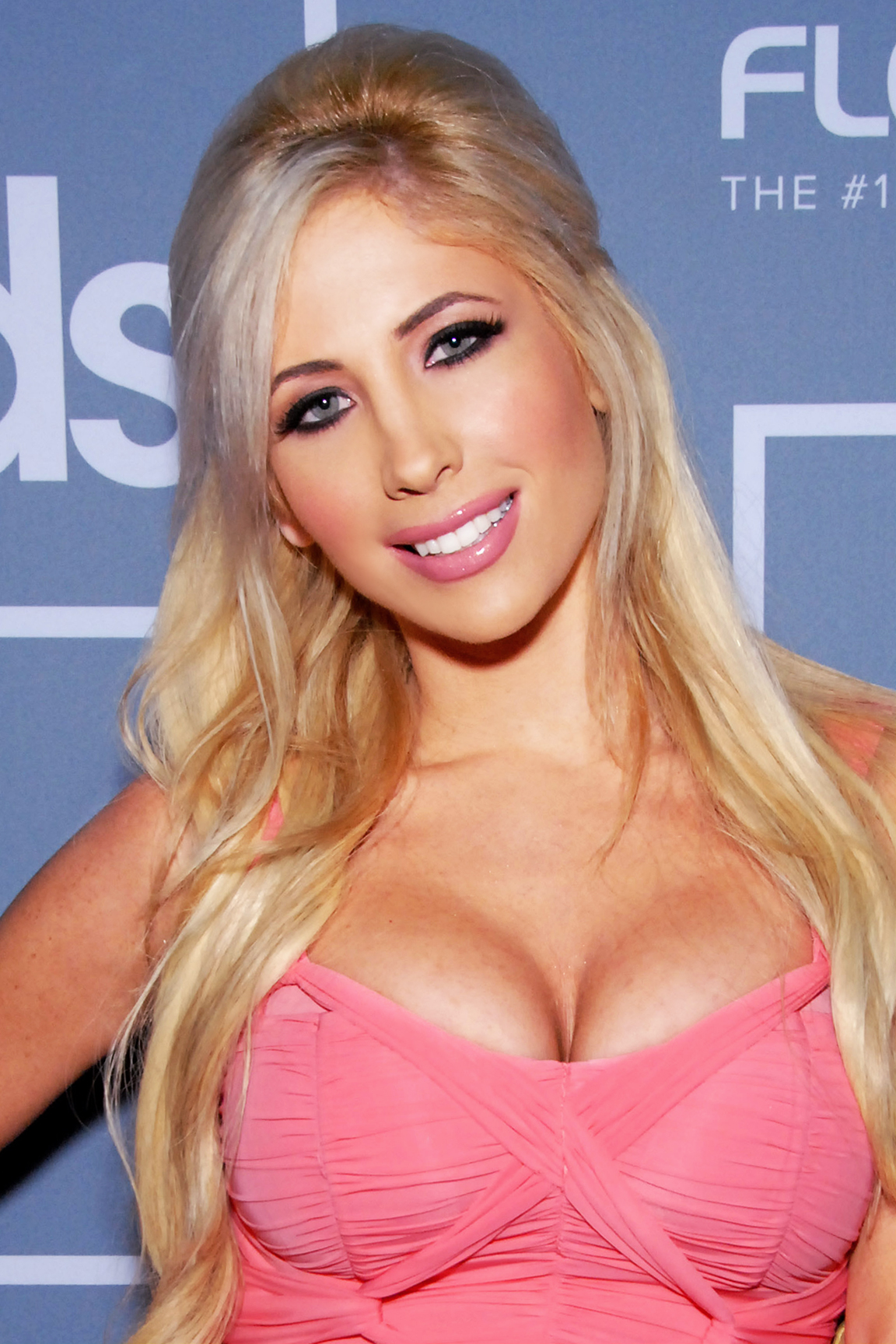
2012年，芮格於聖塔莫尼卡
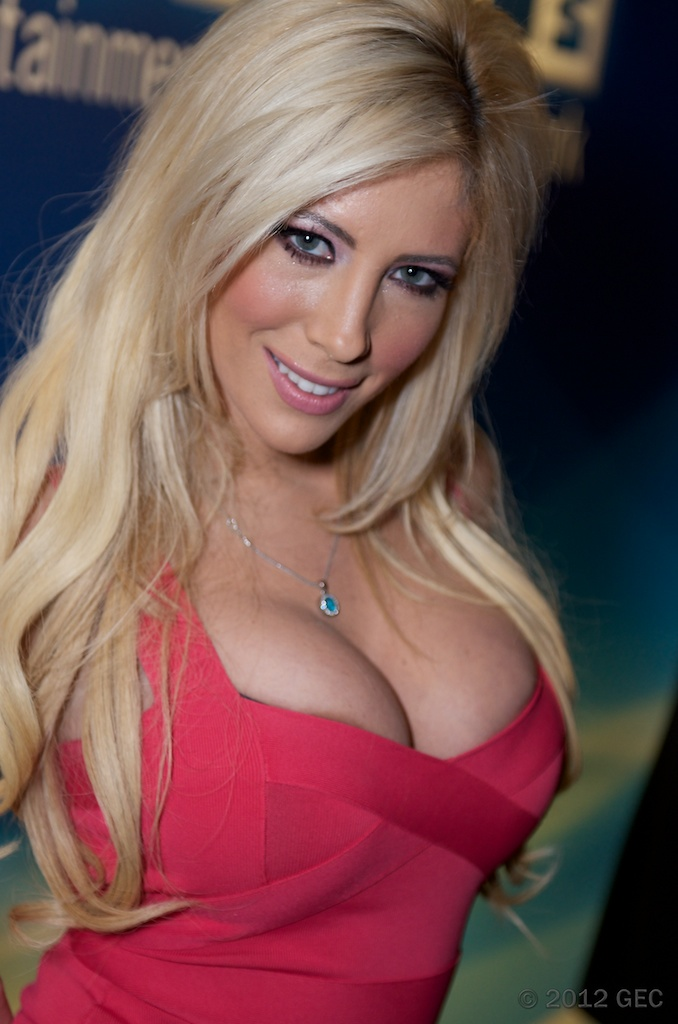
2016年，芮格於2012年的AVN成人娛樂博覽會
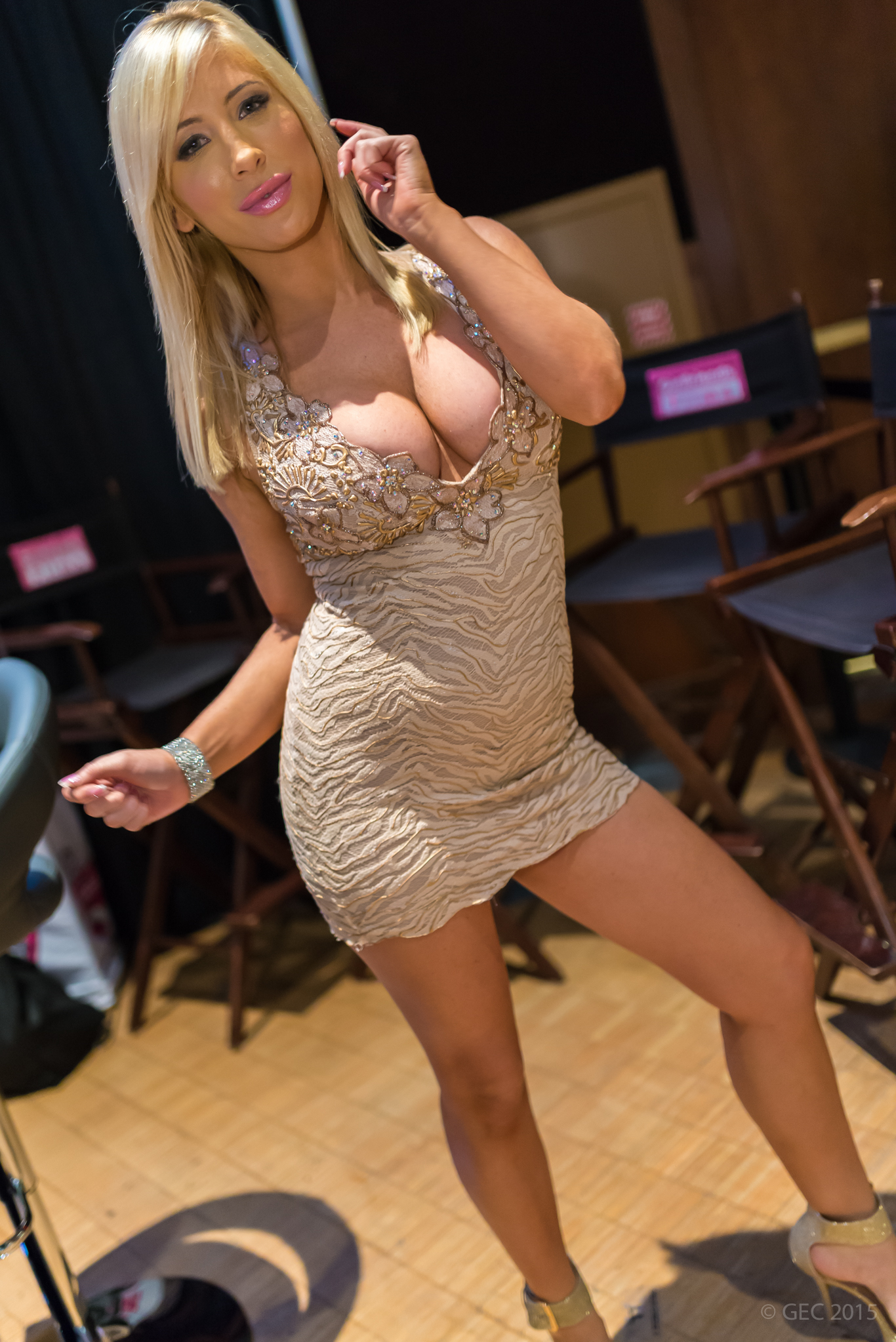
芮格於2015年的AVN成人娛樂博覽會

## 外部連結
- 官方网站
- Tasha Reign在互联网电影资料库（IMDb）上的資料（英文）
- Tasha Reign在網際網路成人電影資料庫
- 成人電影資料庫上Tasha Reign的资料（英文）